# 新北市板橋區信義國民小學
新北市板橋區信義國民小學，簡稱信義國小，是臺灣新北市板橋區的一所市立國民小學，位於新北市板橋區。

## 紀事
民國77年6月22日	創校階段	朱朗陽校長兼任此校籌備處主任。

民國77年12月1日	創校階段	江欽銘校長兼任此校籌備處主任。

民國78年4月10日	創校階段	正式命名為台北縣板橋市信義國民小學。

民國78年8月9日	校長交接	派蔡義祥校長任首任校長。

民國81年8月1日	重要人物	陳前鋒先生任此校第一任家長會會長。

民國81年8月1日	創校階段	正式招生。

民國81年9月16日	創校階段	第一期校舍完工，興建三棟教學大樓。

民國82年7月2日	創校階段	第二期校舍完工，興建綜合大樓，內含視聽教室、圖書館、資源教室、舞蹈教室、自然、音樂、美勞、等專科教室。

民國83年8月1日	校長交接	派陳秀枝校長接任第二任校長。

民國83年8月1日	重要人物	王聯洲先生任此校第二任家長會會長。

民國83年8月1日	重大事件	成立資源班。

民國84年6月25日	重大事件	開辦附設幼稚園。

民國84年8月1日	重大事件	開辦附設補校。

民國86年8月1日	重大事件	桌球隊獲准為桌球推展學校 教育部專任教練蔡宏仁到校任職。

民國87年8月1日	校長交接	派張振昌校長接任第三任校長。

民國87年8月1日	重要人物	張鎮台先生任此校第三任家長會會長。

民國88年8月1日	重大事件	教育部選定為「建立學生輔導新體制─教訓輔三合一整合實驗方案學校」。

民國89年8月1日	重大事件	試驗推展「社區服務生活教育」課程。

民國90年8月1日	重要人物	范執平先生任此校第五任家長會會長。

民國90年8月1日	重要人物	王月美女士任此校第四任家長會會長。

民國91年8月1日	校長交接	派洪武吉校長接任第四任校長。

民國92年8月1日	重要人物	沈彥伯先生任此校第六任家長會會長。

民國94年8月1日	重要人物	劉秀娟女士任此校第七任家長會會長。

民國95年8月1日	校長交接	洪武吉校長續任此校第五任校長。

民國95年8月1日	重要人物	劉秀娟小姐連任此校第八任家長會長。

民國96年10月1日	重要人物	劉秀奎先生任此校第九任家長會會長。

民國97年10月1日	重要人物	劉秀奎先生連任此校第十任家長會會長。

民國98年8月1日	校長交接	派陳聰明校長接任第六任校長。

民國98年10月1日	重要人物	童淑芬女士任此校第十一任家長會長。

民國99年10月1日	重要人物	童淑芬女士任此校第十二任家長會長。

民國100年8月1日	校長交接	林秀娟校長接任第七任校長。
                                                                                                         民國100年10月1日	重要人物	曾歆芫女士任此校第十三任家長會長。

民國101年10月12日重要人物	賴增銓先生任此校第十四任家長會長。

民國102年6月6日	重要人物	補選張大明先生任此校家長會長。

民國102年10月4日 重要人物 張大明先生任此校第十五任家長會長。

民國103年2月1日  校長交接 林秀娟校長退休，郭美玉教務主任兼任此校代理校長。

## 外部連結
- 新北市板橋區信義國民小學 （页面存档备份，存于）
- 新北市板橋區信義國民小學附設幼稚園 （页面存档备份，存于）
- 新北市板橋區信義國民小學附設幼稚園的Facebook專頁